# Lađevci (Kraljevo)
Lađevci (em cirílico: Лађевци) é uma vila da Sérvia localizada no município de Kraljevo, pertencente ao distrito de Ráscia, na região de Zapadno Pomoravlje. A sua população era de 1075 habitantes segundo o censo de 2011.

## Demografia
| 1948 | 1953 | 1961 | 1971 | 1981 | 1991 | 2002 | 2011 |
| ---- | ---- | ---- | ---- | ---- | ---- | ---- | ---- |
| 1988 | 1961 | 1862 | 1681 | 1540 | 1418 | 1258 | 1075 |